# カトリック大学校

カトリック大学校の校章

カトリック大学校（カトリックだいがっこう、韓国語: 가톨릭대학교、英語: Catholic University of Korea）は、大韓民国の京畿道富川市に本部を置く私立大学。略称はカトリック大、カ大、CUK。

## 歴史
1855年10月に忠清道堤川郡（現・忠清北道堤川市）にジョセフ・アンブロワーズ神父が設置した聖ヨセフ神学校（조세프 메스트르）が始まり。開校当時はカトリック信仰の自由が保証されておらず、漢城府を避けて堤川郡に設置されたが、朝仏修好条約が結ばれた後、1887年に漢城府元暁路に移転し、イエス聖心神学校（예수성심신학교）となる。また、1936年に聖母病院を開院する。1945年2月、京城天主公教神学校（경성천주공교신학교）に改称。
朝鮮解放後の1947年、京城天主公教神学校は聖神大学校（성신중학교）に昇格・改編される。1959年2月にはカトリック大学（가톨릭대학）に改称。一方、1954年、医学部が設置され、1962年6月にはカトリック中央医療院（CMC）が発足、病院としての機能も拡充され、その後も付属病院が増設されていく。また、1954年に設立した聖ヨセフ看護高等技術学校が1962年に看護学科として付属した。
1964年1月、江原道春川市に聖心女子大学を設置する。聖心女子大学は1975年、京畿道富川市に第二校舎が建てられ、1982年に富川校舎に完全移転した。1994年に学校法人カトリック学園が設立され、1992年にカトリック大学は総合大学に昇格し、カトリック大学校となる。1994年、聖心女子大学を吸収合併する。
現在、聖神キャンパスでは神学を、聖医キャンパスでは医学を、京畿道富川市（ソウル近郊）の聖心国際キャンパスではその他全ての学問を学べる。聖心国際キャンパスが現在この大学の主となっている。

## 組織

### 学部
聖心校庭
- 人文学部
  - 国史学専攻
  - 国語国文学専攻
  - 哲学専攻
- 宗教学科
  - 宗教学科
- 音楽科
  - 音楽科
- 社会科学部
  - 社会福祉学専攻
  - 心理学専攻
  - 社会学専攻
- 経営学部
  - 経営学専攻
  - 会計学専攻
- 法学部
  - 法学専攻
- 政経学部
  - 経済学専攻
  - 行政学専攻
- 特殊教育科
  - 特殊教育科
- 英米言語文化学部
  - 英語英文学専攻
  - 英語英米文化専攻
- 東アジア言語文化学部
  - 中国言語文化専攻
  - 日本語日本文化専攻
- フランス語文化学科
  - フランス語文化学科
- 国際学部
  - 米国学専攻
  - 中国学専攻
  - 国際関係学専攻
  - 国際通商専攻
- 自然科学部
  - 化学専攻
  - 数学専攻
  - 物理学専攻
- 生命科学科
  - 生命科学科
- 生活科学部
  - 消費者住居学専攻
  - 衣類学専攻
  - 児童学専攻
  - 食品栄養学専攻
- コンピュータ情報工学部
  - コンピュータ工学専攻
  - 情報システム工学専攻
- 生命・環境工学部
  - 生命工学専攻
  - 環境工学専攻
- デジタルメディア学部
  - 文化コンテンツ専攻
  - メディア工学専攻
- 教職科
  - 教職科

聖神校庭
- 神学科
  - 神学科

聖医校庭
- 医学科
  - 医学科
- 看護学科
  - 看護学科

### 大学院
- 一般大学院
- 教会音楽大学院
- 教育大学院
- 文化霊聖大学院
- 経営大学院
- 行政大学院
- 社会福祉大学院
- 相談心理大学院
- 臨床看護大学院
- 医学専門大学院

## 付属施設

### 韓国語教育センター
2006年3月、聖心キャンパスに設立された。充実した講義、少人数クラス、体系的な課外学習活動と文化活動、学生サークルと連携した多様な特別活動プログラムなどがあり、効果的な韓国語学習の場を提供している。

### 寮
韓国カトリック大学の寮は「金寿煥枢機卿国際センター」と呼ばれ、聖心国際キャンパス内に位置している。韓国カトリック大学に入学または交換留学をする外国人は自動的にこの寮に入居することができる。

## 日本学術交流校
- 藤女子大学
- 北星学園大学
- 仙台白百合女子大学
- 東京福祉大学
- 上智大学
- 清泉女子大学
- 聖心女子大学
- 中央大学
- 洗足学園音楽大学
- 山梨学院大学
- 信州大学
- 日本大学国際関係学部
- 南山大学
- 京都ノートルダム女子大学
- 立命館大学
- 龍谷大学
- 京都橘大学
- 関西大学
- 神戸大学
- 神戸松蔭大学
- ノートルダム清心女子大学
- エリザベト音楽大学
- 聖マリア学院大学
- 長崎純心大学
- 立命館アジア太平洋大学